# 宝顺轮

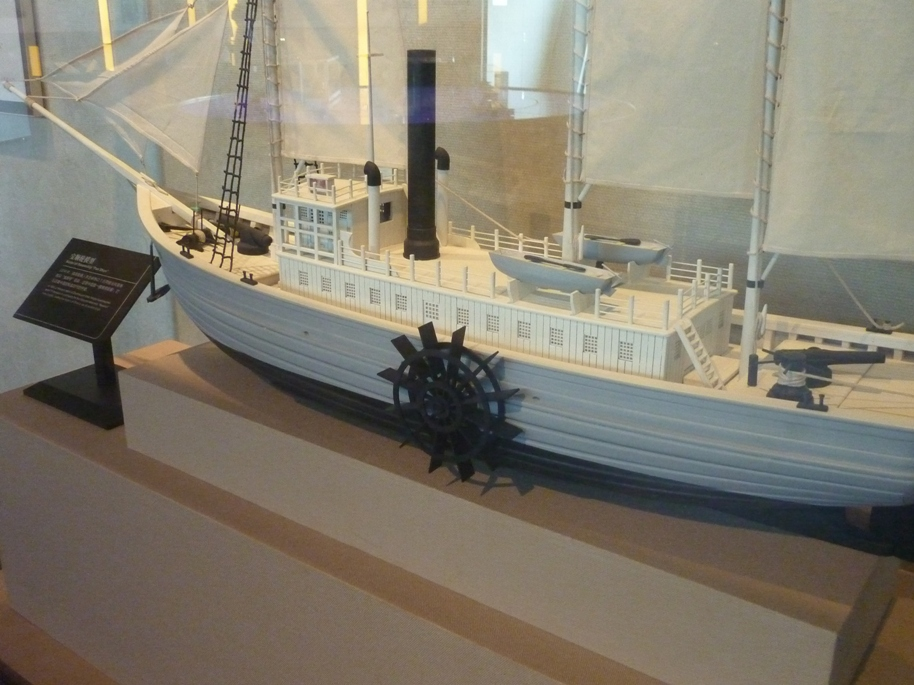
宝顺轮假想模型

宝顺轮是晚清时期的一艘中国轮船，為由中国人经营的第一艘轮船，由英国制造，最初为宁波北号船帮购买于1854年，为漕粮海运的船只护航，抵御海盗的袭击。轮船投入使用后，短时间内肃清了南北海盗，取得了良好的效果，亦引起了其他商人的效仿。

## 背景

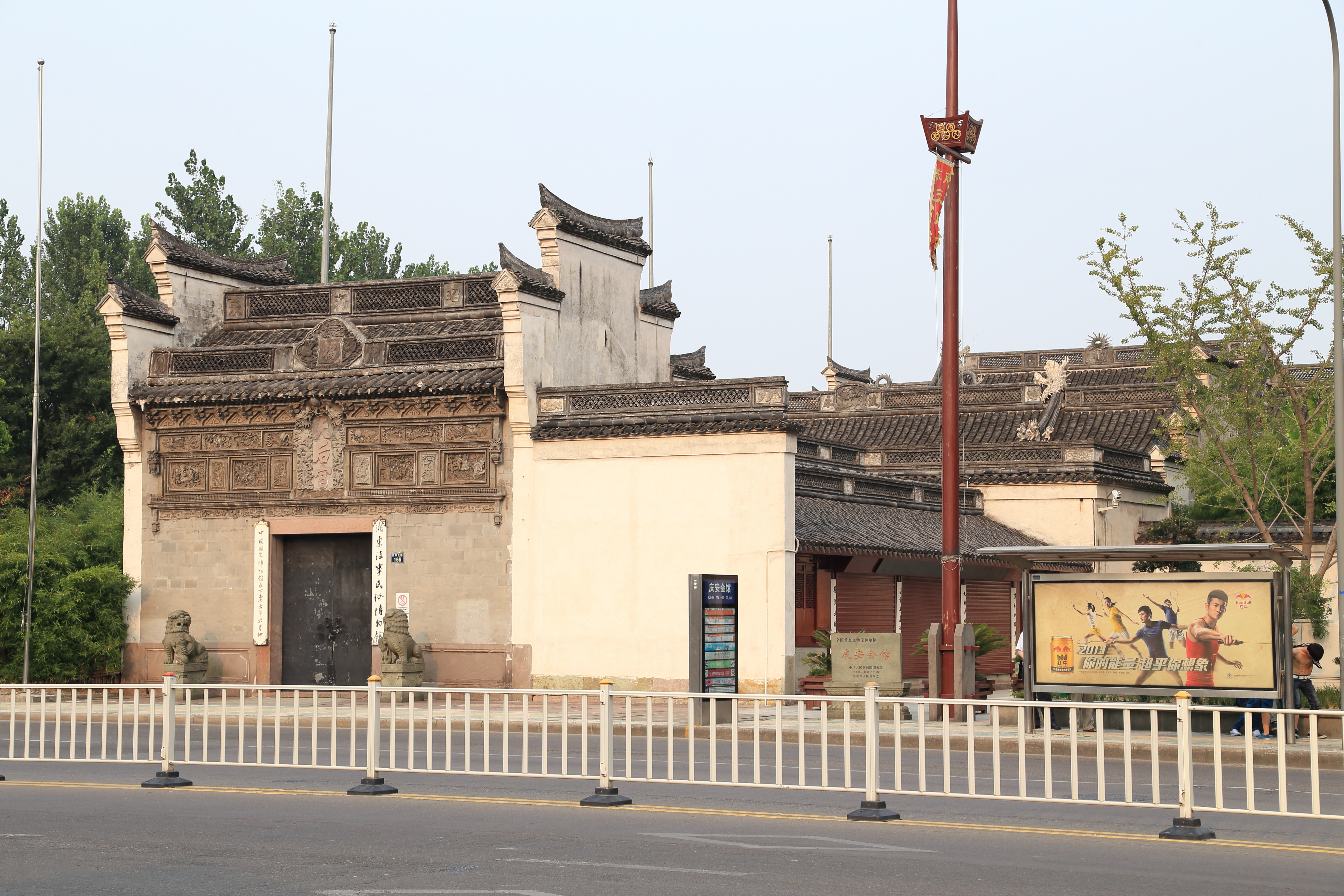
庆安会馆

自清代以来，宁波便形成了两大船帮，称为“南号”和“北号”。南号经营由定海南下的南洋航运，而北号经营由定海北上的北洋航运。中英南京条约签订以后，宁波开辟为通商口岸，西方轮船的出现对南北号船帮的经营造成了巨大的冲击。但在1853年，宁波首次实行漕粮海运，这为北号船帮带来了巨大的盈利。北号船帮商人在江东建立了兼作天后宫和会馆的庆安会馆，其建筑“辉煌煊赫，为一邑建筑冠”。但当时的宁波船商亦面临海盗的侵扰。一方面，驻守宁波镇海口的大清水师难以应对海盗，就连宁绍台道出面，水师仍不出兵。另一方面，船帮也曾招安海盗或雇佣西方水手使用洋枪洋炮抗击海盗，但这些人要价过高，乃至最后发展到占据甬江口收取巨额“保护捐”，使船商敢怒不敢言。购置轮船成为当时宁波船帮的一种选择。

## 船型
宝顺轮的船型目前已经不可考。根据船舶注册资料记载，宝顺轮建造于1851年，为三桅帆船，同时带有蒸汽机驱动，排水量为386吨，为宝顺洋行所注册，注册地为伦敦。据考证，轮船应使用明轮，属于当时所称的“火轮船”。轮船原为商船，为护航而进行改装，前后各设红衣大炮一门。

## 运营历史

### 购置
宝顺轮的购置提议于1854年冬。当时，慈溪人费纶鋕、盛植琯和镇海小港人李也亭在庆安会馆提出购置轮船以抗击海盗。因三人在船帮中的巨大影响力，这一提议收到了各船商的积极响应。但轮船的购置仍面临一系列的问题。一方面，轮船购置的费用巨大，商人们一时间难以筹集。另一方面，需要有精通洋务者操办轮船的购置事宜。对于资金问题，商人们与宁绍台道兼宁波知府段光清达成协议，商人向官府借贷一半的购船金，此后每年抽商船收入的一部分用于归还借款。而对于轮船购置的操办者，商人们委托当时在上海与洋人生意来往颇多的鄞县人杨坊负责购置轮船。杨坊同广州英商达成协议，以七万银元购入轮船一艘，即为“宝顺轮”。

### 运营
宝顺轮入驻宁波后，北号船帮成立了庆成局以管理宝顺轮的运营，聘请鄞县人卢以瑛负责庆成局事务。轮船由宁波府列入档册，知府段光清发给执照。轮船聘请外籍船长，同时由慈溪人张斯桂负责监督船勇，镇海人贝锦泉管理炮舵。当时，船上的外籍船员达到60余人，多为印度、菲律宾、东帝汶等地人。
咸丰五年（1855年）农历七月，宝顺轮在行驶至山东芝罘島海口时，被岸上发现，由山东巡抚崇恩查明后上奏，认为西洋船只只应在通商的五口行动，而不应出现在北洋。咸丰帝命令浙江巡抚何桂清查实。知府段光清召集乡绅寻求应对之策，鄞县人董沛提出，商人购买西洋船只，则船只已经成为商船，官府依法给商船颁发执照并无问题。浙江巡抚何桂清依此回复，并提出将船只按照江海师船式样改造，以不与西洋船只混淆，咸丰帝此后不再过问。

### 战果
宝顺轮一经投用，便产生了良好的效果。咸丰五年农历六月，广东海盗船三十余只堵塞漕运通道，宝顺轮出击，先后在复州洋、黄县洋、蓬莱洋击沉、俘获多艘海盗船，历经十一天即肃清北洋海盗。农历六月廿九起，宝顺轮巡航石浦洋、岑港洋、烈港洋，肃清南洋海盗。三、四个月时间，宝顺轮共击沉、俘获海盗船六十八艘，生擒、杀死、溺死海盗二千余人，轮船的威力得到了充分证明。此后南北洋海盗日渐绝迹。

### 结局
宝顺轮此后的命运便难以完整考证。太平军攻打金陵时，宝顺轮曾经被政府征调用于守卫长江。太平军进攻杭州时，宝顺轮曾用于运送军援物资，但船只搁浅，未能成命。中法战争期间，为了巩固江防，宝顺轮曾被计划沉于镇海口，用于阻止法舰进入，但由于法军战败提出停战，宝顺轮并未沉下。此后，宝顺轮便不见于记载。

## 影响

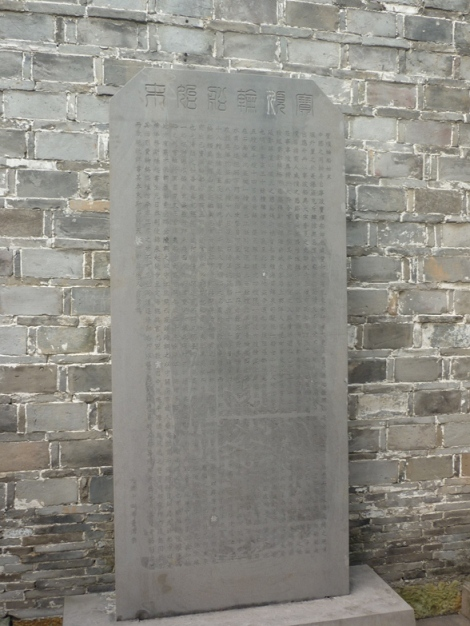
《宝顺轮船始末》碑

宝顺轮是中国人经营的第一艘轮船，投用于洋务运动之前，其起到的效果也引起了其他商人的效法。上海商人在看到轮船的威力后，于1856年亦购置轮船一艘，起名天平轮，并与宁波商人商议，一艘巡航北洋，一艘巡航浙江海域，使得海盗愈发稀少。
宝顺轮的管理者张斯桂和贝锦泉在洋务运动期间也受到重用。张斯桂原本只是一名普通书生，由于宝顺轮的经历被船政大臣沈葆桢推荐进入总理衙门，后出任日本副使，成为晚清中国人赴日本调查学习的首批人物之一。贝锦泉最初只是一名普通水手，由于宝顺轮的经历得以在左宗棠开办的福州船政局任职，颇受左宗棠信任，后在中法战争中任定海总兵，家族兴旺，中国现代生物学家贝时璋即为其后人。
镇海城区曾有一条“艄公弄”，相传即为宝顺轮退休水手的居住地。
董沛曾撰写《宝顺轮船始末》，记叙了宝顺轮的购置经过，石碑今藏于庆安会馆。